# Himertosoma coloratum
Himertosoma coloratum là một loài tò vò trong họ Ichneumonidae.